# Philodendron roseopetiolatum
Philodendron roseopetiolatum är en kallaväxtart som beskrevs av Marcus A. Nadruz och Simon Joseph Mayo. Philodendron roseopetiolatum ingår i släktet Philodendron och familjen kallaväxter. Inga underarter finns listade.